# Stenoxenus pseudofulvus
Stenoxenus pseudofulvus är en tvåvingeart som beskrevs av Gustavo R. Spinelli 1998. Stenoxenus pseudofulvus ingår i släktet Stenoxenus och familjen svidknott. Inga underarter finns listade i Catalogue of Life.